# Ольгино (Венгеровский район)
Ольгино — деревня в Венгеровском районе Новосибирской области России. Входит в состав Усть-Изесского сельсовета.

## География
Площадь деревни — 14 гектар.

## Население
| 2002 | 2007 | 2010 |
| ---- | ---- | ---- |
| 85   | ↘67  | ↘48  |

## Инфраструктура
В деревне по данным на 2007 год функционирует 1 образовательное учреждение.